# Melchior von Braunschweig-Grubenhagen
Melchior von Braunschweig-Grubenhagen (* 1341; † 6. Juni 1381 in Bützow) war von 1369 bis 1375 Bischof von Osnabrück und von 1376 bis 1381 Bischof von Schwerin.

## Leben
Melchior von Braunschweig-Grubenhagen stammte aus dem Haus der Welfen und war der jüngste Sohn von Herzog Heinrich II. de Graecia von Braunschweig-Grubenhagen und dessen zweiter Frau Heilwig, einer Tochter des lusignanschen Königshauses von Jerusalem und Zypern.
Über sein frühes Leben ist kaum etwas bekannt. Er war Kanoniker im Bistum Hildesheim. Im Jahr 1358 wird er auch als Kanoniker mit Pfründen von St. Otto in Stettin genannt. Am 30. September 1358 providierte Papst Innozenz VI. den noch sehr jugendlichen Herzog Melchior mit einem Kanonikat in Mainz. Melchior soll damals 17 Jahre alt gewesen sein.
Nach dem Tod von Bischof Johann II. Hut folgte in Osnabrück eine fast dreijährige Sedisvakanz. Auf die Nachfolge des Stiftsvikars Dietrich von der Mark konnte sich das Domkapitel nicht mehrheitlich einigen. Schließlich wurde Bernhard von Schaumburg gewählt. Der Papst hat diese Wahl aber nicht anerkannt. Daher wurden die geistlichen Angelegenheiten von einem Vikar in Spritualibus und die weltlichen Geschäfte weiterhin von Dietrich von der Mark mit Erfolg betrieben. Die Kurie ernannte schließlich Herzog Melchior von Grubenhagen zum Bischof.
Er kam 1369 im Hochstift an und leistete am 18. Juli 1369 vor dem Kapitel den Antrittseid, er war etwa 28 Jahre alt. Er hat die alten Rechte beschworen. Zunächst schloss er mit dem Bischof von Minden Wittekind II. von Schalksberg, der Stadt Minden und der Grafschaft Hoya einen auf zwei Jahre befristeten Landfrieden. Dietrich von der Mark scheint ihm auch die Burgen überlassen zu haben. Zumindest trifft dies auf die Iburg zu. Auch an anderen Handlungen hat ihn Dietrich nicht gehindert, aber er und seine Anhänger meldeten Anspruch auf Entschädigungszahlungen an. Um dieser Zahlungen leisten zu können, musste der Klerus den Zehnten von seinen Einkünften abführen. Da dies nicht reichte, verpfändete der Bischof verschiedene Burgen und Besitzungen. Darunter war das Gogericht Grönenberg mit immerhin 16 Kirchspielen. Diese gingen zum Großteil auf Dauer an die Grafschaft Ravensberg verloren. Auch die Iburg mit dem gleichnamigen Ort und weiteren sechs Kirchspielen wurde verpfändet an den Grafen von Tecklenburg. Melchior von Grubenhagen unterstützte den Bischof von Münster Florenz von Wevelinghoven bei der Bekämpfung von dessen aufständischen Dienstleuten. So war er an der Belagerung der Burg Dinklage 1371 beteiligt. Er schloss sich dem großen westfälischen Landfrieden an. Wegen verschiedener Streitigkeiten marschierte der Graf von Hoya in das Hochstift Osnabrück ein. Die Stadt Osnabrück verweigerte die Teilnahme an militärischen Gegenmaßnahmen. Schließlich verließen ihn während einer Schlacht auch seine letzten Ritter und Melchior wurde gefangen genommen. In der Folge brachen gesetzlose Zustände im Stift aus. Die Verhandlungen über eine Freilassung erwiesen sich als schwierig. Die geforderte Summe von 10.000 Gulden konnte Melchior nicht aufbringen. Er empfahl selbst Dietrich von der Mark erneut zum Verwalter des Stifts zu machen. Dieser hat das Amt schließlich wieder übernommen.
Melchior von Grubenhagen ging an den päpstlichen Hof nach Avignon, um dort gegen die Entrechtung zu prozessieren. Der Papst Gregor XI. bereitete dem Durcheinander ein rasches Ende. Melchior von Grubenhagen wurde am 17. Oktober 1375 nach Schwerin versetzt.
Vom Empfang der Bischofsweihe ist nichts bekannt. Die Übernahme des neuen Amtes ging auch nicht glatt vonstatte. Das Schweriner Domkapitel hatte schon den Propst des Prämonstratenserinnenklosters Rehna Marquard Bermann zum neuen Bischof gewählt. Bischof Melchior zog sich zunächst in den Pommerschen Bistumsanteil zurück und versuchte von dort aus, seine ihm übertragene Diözese Schwerin zu leiten. Dies gelang erst ganz allmählich mit Unterstützung des Kaisers Karl IV.
Unter dem 17. Juli 1376 finden wir ihn in Barth und nach einem langen Streit setzt er sich unter Bannandrohung mit einem Vergleich bei den Herzögen Albrecht, Heinrich und Magnus von Mecklenburg wegen des Besitzes der bischöflichen Schlösser von Sülze und Eikhof durch. Bischof Melchior war mit dem Erreichten nicht froh, schon bald kam es zu Auseinandersetzungen zwischen dem Domkapitel und den Herzögen Heinrich und Magnus von Mecklenburg wegen gewaltsamer Entziehung
weiteren Stiftsbesitzes in der Stadt Brüel und im Ort Jürgenshagen an. Seit 1377 war dann Melchior nach der Vereinbarung mit Herzog Albrecht am 10. April in Tangermünde allgemein anerkannt und urkundete persönlich in Bützow.
Der Bischof war mit seinem Kapitel gut ausgekommen, soll aber wegen seines unsittlichen Lebenswandels ausgesprochen unbeliebt gewesen sein.
Erst 40 Jahre alt, starb Bischof Melchior am 6. Juni 1384 in Bützow. Als Todesursache wurde Gift angegeben, das in seiner Wirkung durch genossenen Alkohol und Erdbeeren noch verstärkt wurde. Sein Grabstein in der Stiftskirche zu Bützow ist verloren gegangen. Die Inschrift lautet: Im Jahr des Herrn 1381 Frytag nach Pfingsten oder des anderen Tages nach St. Bonifacii ist der Ehrwürdige Vater in Christo, Herr Melchior, Hertzog zu Braunschweig und Bischoff zu Schwerin, gestorben und liegt allier begraben; bittet für ihn.
Nach seinem Tod wurde Potho von Pothenstein vom Papst zu seinem Nachfolger bestimmt. Das Schweriner Domkapitel wählte hingegen Johann IV. Junge zum (Gegen)Bischof.

## Siegel
Von Bischof Melchior sind aus seiner Schweriner Amtszeit zwei verschiedene Siegel bekannt.
Ein großes elliptisches Siegel. In einer schmalen Nische mit einer abgerundeten Krönung, ohne gotische Giebel sitzt ein Bischof mit erhobener Rechten und mit dem Stabe in der linken Hand; rechts, halb im freien Felde, halb im Raume der Inschrift steht der bischöfliche Schild mit zwei Bischofsstäben, links ein Schild mit zwei Löwen übereinander.
Die Umschrift lautet: + … ChIORIS DEI GRA ...ENSIS ET D' UC' BRUSWICENSIS
Ein kleines, rundes Siegel. Auf diesem steht in einer großen dreiblättrigen Rosette ein vielfach geteilter Schild, in dessen je zwei und zwei entgegengesetzten Feldern auf zweien des Bischofs Familienwappen (zwei Löwen untereinander), auf zweien das bischöflich-schwerinsche Wappen steht.
Die Umschrift lautet: S MELChORIS EPI ZWERINEN
Auch von der Osnabrücker Amtszeit sind zwei Siegel bekannt.

## Bild
Vom Bischof Melchior sind von seiner Osnabrücker Amtstätigkeit zwei Bilder bekannt. Diese sind jedoch nicht zeitgenössisch.
Ein Bild des Bischofs hängt im Rittersaal des Schlosses und Benediktinerabtei zu Iburg. Es zeigt ihn in Ritterrüstung mit Brustkreuz, in einen weißen Mantel (Umhang) gehüllt, der auch eine Pluviale sein könnte. In der rechten Hand hält er einen Stab, am Finger ist der Bischofsring zu erkennen. Die Linke berührt eine weiße Mitra, die ein Kleriker hält. Die beigegebene Inschrift identifiziert den Dargestellten und erwähnt auch die Translation nach Schwerin.
Das zweite Bild von ihm soll sich in Bergers Bischofsbuch befinden, dass im Besitz des Museums der Stadt Osnabrück ist.